# Lugal
Lugal (𒈗 en sumérien,  en néo-assyrien) est le logogramme sumérien cunéiforme signifiant « roi » formé à partir des signes 𒇽 𒃲 LÚ.GAL, littéralement « homme-grand ». C'était l'un des titres arborés par les souverains des cités-états sumériennes, avec Ensí et En, la nuance exacte entre tous ces termes n'étant pas clairement établie.